# قطعنامه ۱۴۲۶ شورای امنیت
قطعنامه ۱۴۲۶ شورای امنیت سازمان ملل متحد که در تاریخ ۲۴ جولای ۲۰۰۲ تصویب شد، سندی بین‌المللی دربارهٔ پذیرش اعضای جدید سازمان ملل متحد: کنفدراسیون سوئیس است. این قطعنامه طی نشست ۴۵۸۵ام تصویب شد.